# Nana Visitor
Nana Visitor, nada amb el nom de Nana Tucker (Nova York, 26 de juliol de 1957), és una actriu estatunidenca; el seu paper més destacat va ser el de Major (després Coronel) Kira Nerys a la sèrie Star Trek: Deep Space Nine i Jean Ritter a la sèrie de televisió Wildfire.

## Primers anys
Nana Tucker va néixer el 26 de juliol de 1957 a la ciutat de Nova York,filla de Nenette Charisse, professora de ballet, i Robert Tucker, coreògraf; és neboda de l'actriu/ballarina Cyd Charisse.

## Carrera
Visitor va començar la seva carrera d'actriu a la dècada de 1970 a l'escenari del Broadway en produccions com ara My One and Only. El seu debut cinematogràfic (anunciat pel seu nom de naixement, Nana Tucker) va ser a la pel·lícula de terror de 1977 The Sentinel. A la televisió, Visitor va coprotagonitzar la comèdia de situació de curta durada de 1976 Ivan the Terrible i de 1978 a 1982, va tenir papers regulars de curta durada en tres telenovel·les: Ryan's Hope, The Doctors, i One Life to Live. Per suggeriment del seu germà gran Paris, va adoptar el nom artístic "Nana Visitor" a principis dels anys vuitanta, i va aconseguir que el seu nom es canviés legalment a "Visitor" un temps més tard.
El 1984, va aparèixer en un episodi de la segona temporada de Hunter. El 1985, Visitor va aparèixer a la sèrie de televisió MacGyver, a l'episodi de la primera temporada "Hellfire" com a Laura Farren i a l'episodi de la segona temporada "DOA: MacGyver" com a Carol Varnay. També va aparèixer a l'episodi de la quarta temporada Remington Steele titulat "Steele Blushing" el mateix any. El 1986, va aparèixer a "Hills of Fire", un episodi de la quarta temporada de Knight Rider, així com als episodis de la tercera temporada Highway to Heaven "Love at Second Sight" i "Love and Marriage, Part II" com a Margaret Swann.
El 1987, Visitor va aparèixer com a Ellen Dolan en un pilot de televisió fallit per la creació de còmic pulp de Will Eisner The Spirit, protagonitzat per Sam J. Jones com a personatge principal i Garry Walberg com el seu pare, el comissari Dolan.

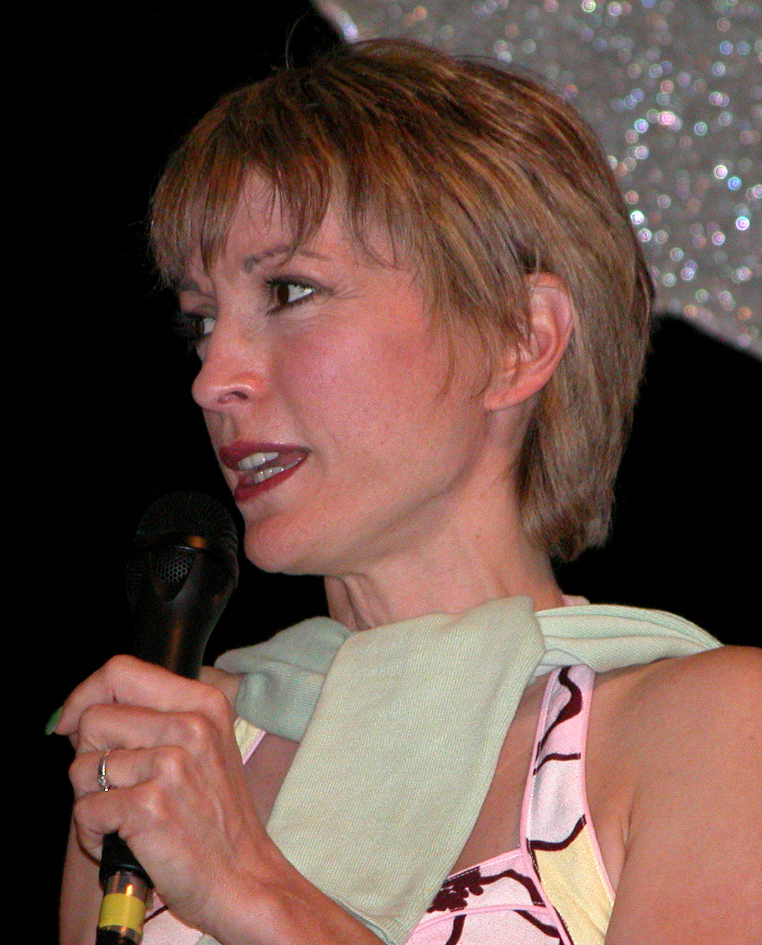
Visitor a la STICCon XVIII (2004)

El 1988, va aparèixer a la comèdia de situació Night Court com una pacient mental obsessionada amb el cinema. Aquell mateix any, va aparèixer a la sèrie de televisió In the Heat of the Night com la propietària del diari Sparta. Aquell any també va aparèixer en un episodi de Matlock. El 1989, Visitor va aparèixer al cinquè episodi de la sèrie de televisió Doogie Howser, M.D. com a Charmagne, una estrella de rock a qui li extirpen un nòdul a la gola a l'hospital de Doogie, i com la glamurosa xicota de Miles Drentell, a "Success", un episodi de 1989 de la segona temporada de Thirtysomething.
El 1990, Visitor va coprotagonitzar amb Sandra Bullock la comèdia de situació de curta durada Working Girl, que es basava en la pel·lícula del mateix nom.
De 1993 a 1999, Visitor va aparèixer a Star Trek: Deep Space Nine com a la Major (més tard Coronel) Kira Nerys, una antiga lluitadora per la llibertat/terrorista del planeta Bajor, que va lluitar contra l'ocupació del seu món pels cardassians. Un cop acabada l'ocupació, va ser nomenada primera oficial de l'estació espacial homònima de la sèrie, construïda pels cardassians i lliurada a la Flota Estel·lar.

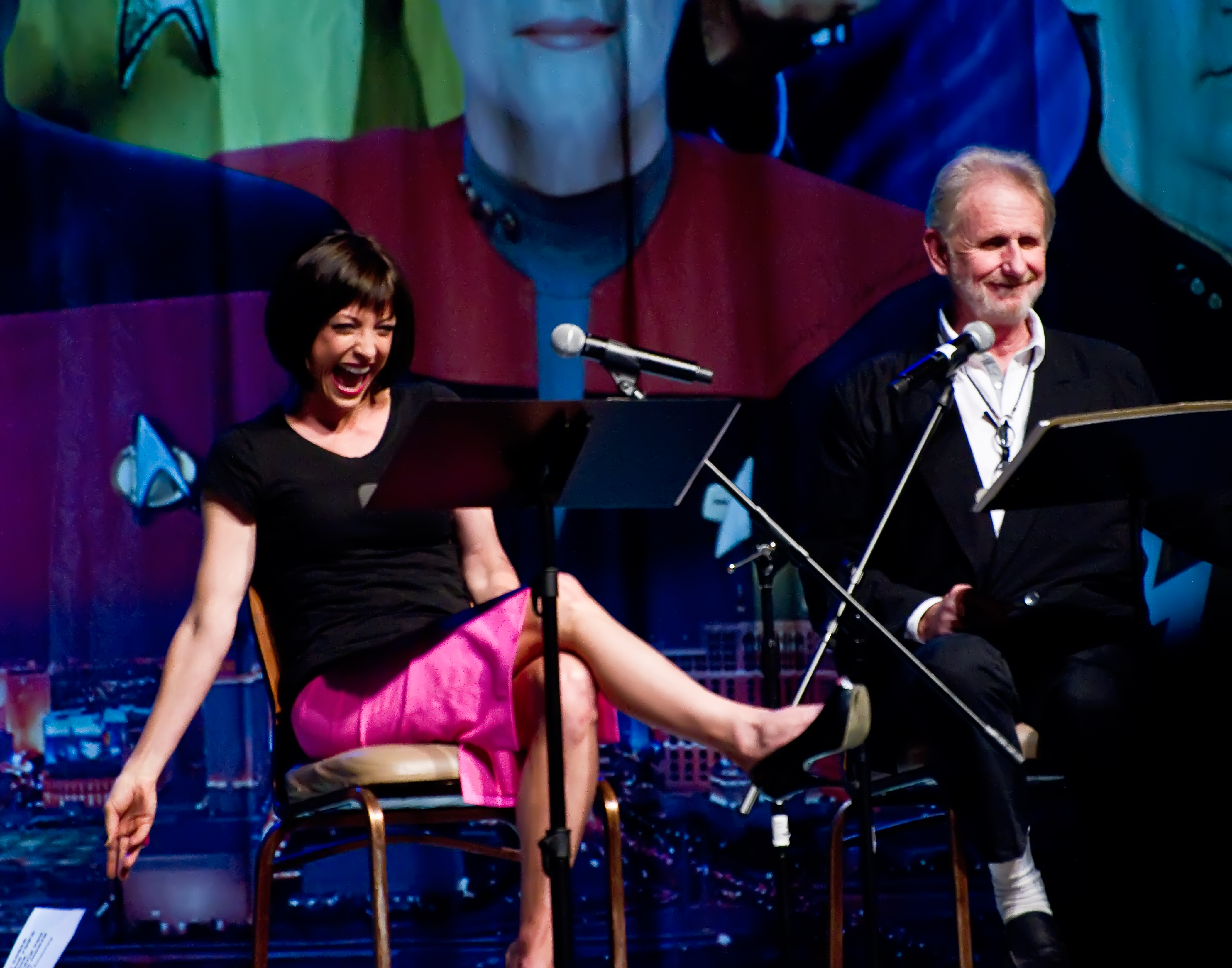
Nana Visitor i Rene Auberjonois a la convenció de Star Trek del 2011 a Las Vegas

Després del final de DS9, Visitor va tenir un paper recurrent com la dolenta Dra. Elizabeth Renfro a la sèrie de televisió Dark Angel. Visitor va interpretar Roxie Hart tant a les companyies de gira com a les de Broadway del musical Chicago, incloent-hi el paper de Hart quan es va tornar a aixecar el teló després de l'11 de setembre de 2001. Visitor va ser escollida com a Jean Ritter a la sèrie ABC Family Wildfire, que es va estrenar el 20 de juny de 2005.
El 2008, va aparèixer com a Emily Kowalski, una pacient de càncer moribunda a "Faith", un episodi de la quarta temporada reimaginada de Battlestar Galactica. Visitor va tenir un petit paper com a Pamela Voorhees a la versió del 2009 de Friday the 13th. També ha prestat la seva veu en algunes aparicions a la comèdia Family Guy, com ara Rita a l'episodi "Brian's Got a Brand New Bag", i com a veu de l'Enterprise a "Extra Large Medium". El 2011, va tenir un petit paper a la pel·lícula de terror de Hammer The Resident, interpretant l'agent immobiliària. Va aparèixer als episodis set ("Immortal Sins") i vuit ("End of the Road") de Torchwood: Miracle Day.El 2012, va aparèixer com la Dra. Patty Barker, una psicoterapeuta canina, a "An Embarrassment of Bitches", un episodi de la quarta temporadade la sèrie Castle de l'ABC.
El 2024 es va publicar el seu llibre, "Star Trek: Open a Channel: A Woman's Trek", una mirada als personatges femenins de la franquícia Star Trek i als actors que els van interpretar.

## Vida personal

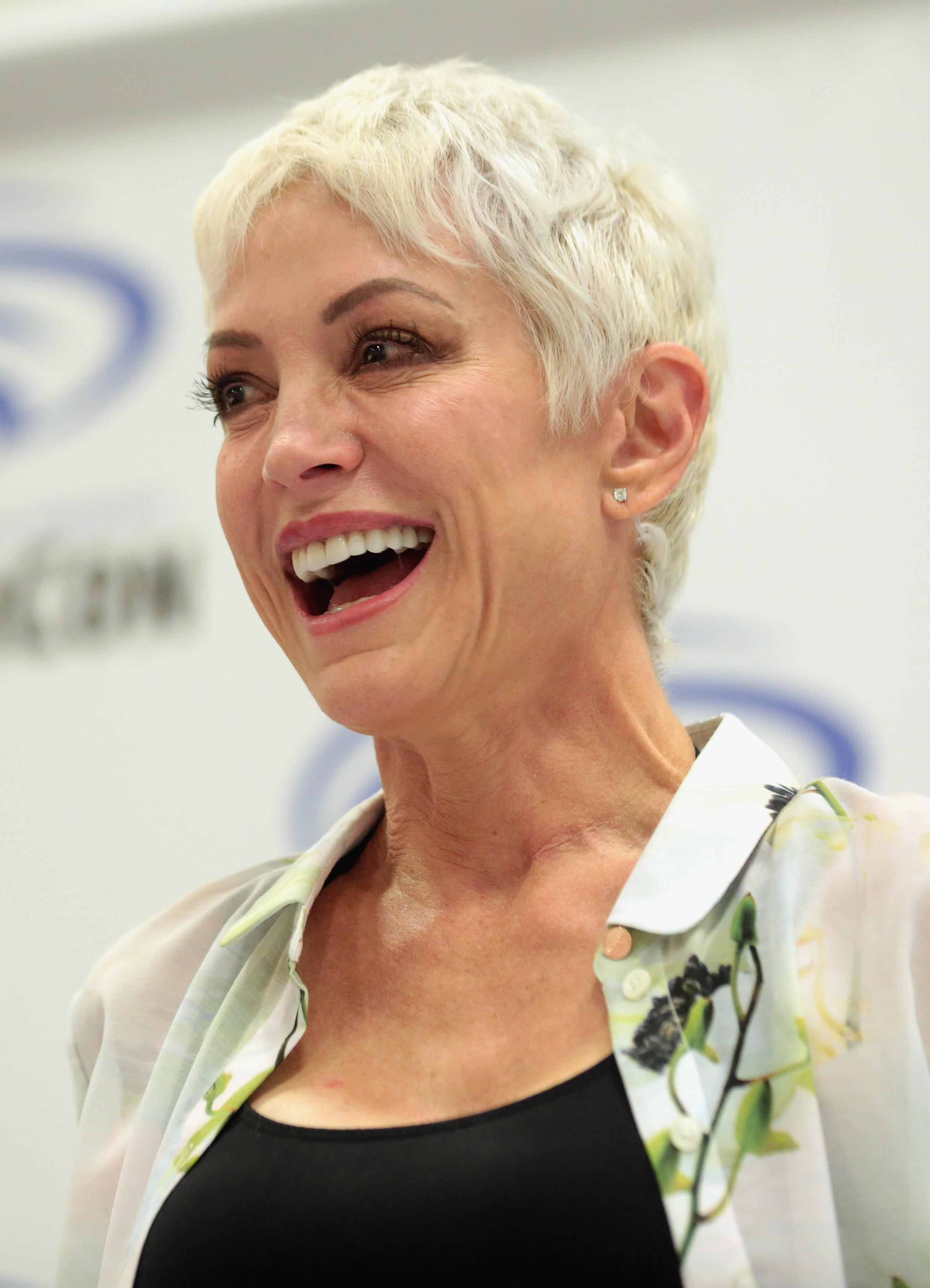
Nana Visitor a la WonderCon de 2018

Visitor va estar casada amb Nick Miscusi del 1989 al 1994. They have one son together. Visitor va tenir una relació amb el seu company a Star Trek: Deep Space Nine Alexander Siddig i es van casar el juny de 1997. Es van divorciar l'abril de 2001. Van tenir un fill junts, i el seu embaràs es va incorporar al seu personatge i a la història de la sèrie, començant a l'episodi de la quarta temporada de 1996 "Body Parts". Va donar a llum al seu fill Django el 16 de setembre de 1996, durant la producció de l'episodi "The Assignment", tot i que el seu personatge romandria embarassada fins a l'episodi de la cinquena temporada "The Begotten". A principis del 2002, Visitor es va prometre amb Matthew Rimmer, anteriorment gerent del musical Chicago, i des del 2017 director d'operacions de The Broad Stage a Santa Monica. Es van casar l'abril de 2003.
Visitor i la seva companya de repartiment a Star Trek: Deep Space Nine Terry Farrell van ser homenatjades el 2001 quan William Kwong Yu Yeung va nomenar dos petits cossos del Sistema Solar que havia descobert en honor seu — asteroide 26733 Nanavisitor i asteroide 26734 Terryfarrell.

## Filmografia

### Cinema
| Any  | Títol             | Paper            |
| ---- | ----------------- | ---------------- |
| 1977 | The Sentinel      | Girl             |
| 1987 | The Spirit        | Ellen Dolan      |
| 2008 | Babysitter Wanted | Linda Albright   |
| 2008 | Swing Vote        | Galena Greenleaf |
| 2009 | Friday the 13th   | Pamela Voorhees  |
| 2011 | The Resident      | Realtor          |
| 2015 | A Rising Tide     | Eva              |
| 2015 | Ted 2             | Agent d'adopció  |
| 2018 | A Bread Factory   | Elsa             |

### Televisió
| Any       | Títol                          | Paper                                                                   | Notes                                                                                    |
| --------- | ------------------------------ | ----------------------------------------------------------------------- | ---------------------------------------------------------------------------------------- |
| 1976      | Ivan the Terrible              | Svetlana Petrovsky                                                      | 5 episodis                                                                               |
| 1978–79   | Ryan's Hope                    | Nancy Feldman                                                           |                                                                                          |
| 1980–81   | The Doctors                    | Darcy Ann Collins                                                       |                                                                                          |
| 1982      | One Life to Live               | Georgina Whitman                                                        |                                                                                          |
| 1985      | Hunter                         | Amy Laurton                                                             | Episodi: "The Biggest Man In Town"                                                       |
| 1985      | MacGyver                       | Laura Farren                                                            | Episodi: "Hellfire"                                                                      |
| 1985      | Remington Steele               | Eileen Fitzgerald                                                       | Episodi: "Steele Blushing"                                                               |
| 1986      | Knight Power                   | Dr. Lauren (voice)                                                      | Episode: "Greenfinger"                                                                   |
| 1986      | Alfred Hitchcock Presents      | Doris                                                                   | Episodi: "Happy Birthday"                                                                |
| 1986      | Highway to Heaven              | Margaret Swann                                                          | 2 episodis                                                                               |
| 1987      | Ohara                          | Laura                                                                   | Episodi: "Laura"                                                                         |
| 1987      | MacGyver                       | Carol Varnay                                                            | Episodi: "D.O.A.: MacGyver"                                                              |
| 1987      | Matlock                        | Vanessa Douglas                                                         | Episodi: "The Best Friend"                                                               |
| 1987      | The Colbys                     | Georgina Sinclair                                                       | 4 episodis                                                                               |
| 1987      | Scarecrow and Mrs. King        | Felicia McMasters                                                       | Episodi: "Do You Take This Spy?"                                                         |
| 1988      | Night Court                    | Ms. Sanders                                                             | Episodi: "Educating Rhoda"                                                               |
| 1988      | In the Heat of the Night       | Evie                                                                    | Episodi: "Fate"                                                                          |
| 1988      | L.A. Law                       | Betsy Major                                                             | Episodi: "Sperminator"                                                                   |
| 1989      | Matlock                        | Erin Whitley / Shannon Blackwell                                        | Episodi: "The Other Woman"                                                               |
| 1989      | Doogie Howser, M.D.            | Charmagne                                                               | Episodi: "The Short Goodbye"                                                             |
| 1990      | Working Girl                   | Bryn Newhouse                                                           | Unknown episodis                                                                         |
| 1990      | S'ha escrit un crim            | Marcia McPhee                                                           | Episodi: "See You in Court, Baby"                                                        |
| 1991      | Drexell's Class                | Helen Selwyn                                                            | Episodi: "Love Walked Right in and Swept Mr. Drexell Away"                               |
| 1993      | Matlock                        | Dr. Clara Farmington                                                    | Episodi: "The Divorce"                                                                   |
| 1993–1999 | Star Trek: Deep Space Nine     | Kira Nerys                                                              | Repartiment principal, Premi OFTA de televisió a la millor actriu en una sèrie sindicada |
| 1998      | The Outer Limits               | Cecilia Fairman                                                         | Episodi: "In Our Own Image"                                                              |
| 2001      | Dark Angel                     | Elizabeth Renfro                                                        | 6 episodis                                                                               |
| 2003      | Frasier                        | Sharon                                                                  | Episodi: "Daphne Does Dinner"                                                            |
| 2004      | CSI: Crime Scene Investigation | Mrs. Katz                                                               | Episodi: "Mea Culpa"                                                                     |
| 2004      | According to Jim               | Veronica                                                                | Episodi: "Who's the Boss?"                                                               |
| 2005–2008 | Wildfire                       | Jean Ritter                                                             | Unknown episodis                                                                         |
| 2008      | Battlestar Galactica           | Emily Kowalski                                                          | Episodi: "Faith"                                                                         |
| 2009–2014 | Family Guy                     | Rita/Dona al restaurant/Nancy Pelosi/Mamà de Justin/Mamà de Kate (veus) | 12 episodis                                                                              |
| 2011      | Torchwood: Miracle Day         | Olivia Colasanto                                                        | Episodis: "Immortal Sins", "End of the Road"                                             |
| 2011      | Grimm                          | Melissa Wincroft                                                        | Episodi: "Beeware"                                                                       |
| 2012      | Castle                         | Dr. Patty Barker                                                        | Episodi: "An Embarrassment of Bitches"                                                   |
| 2017      | Dynasty                        | Diana Davis                                                             | Episodi: "Company Slut"                                                                  |
| 2018      | Killer in Law                  | Àvia Yvonne Hutcherson                                                  | Lifetime Telefilm                                                                        |
| 2022      | Star Trek: Lower Decks         | Kira Nerys                                                              | Episodi: "Hear All, Trust Nothing"                                                       |

### Teatre
| Any  | Títol           | Paper                   | Lloc de Broadway  |
| ---- | --------------- | ----------------------- | ----------------- |
| 1983 | My One and Only | Flounder                | St. James Theatre |
| 2001 | Chicago         | Roxie Hart, replacement | Shubert Theatre   |

### Vídeojocs
| Any  | Títol                                   | Paper      |
| ---- | --------------------------------------- | ---------- |
| 1996 | Star Trek: Deep Space Nine - Harbinger  | Kira Nerys |
| 2000 | Star Trek: Deep Space Nine - The Fallen | Kira Nerys |
| 2018 | Star Trek Online - Victory is Life      | Kira Nerys |
| 2023 | Starfield                               | Mom        |

### Websèries
| Any  | Títol    | Paper | Notes                    |
| ---- | -------- | ----- | ------------------------ |
| 2016 | Full Out | Xan   | Repartiment protagonista |

## Premis i nominacions
| Any  | Premi                                                             | Categoria                                                   | Obra nominada              | Resultat  |
| ---- | ----------------------------------------------------------------- | ----------------------------------------------------------- | -------------------------- | --------- |
| 1995 | Revista Sci-Fi Universe, EUA Elecció del lector d'Universe        | Millor actriu secundària d'una sèrie de televisió de gènere | Star Trek: Deep Space Nine | Guanyador |
| 1996 | Premi de Televisió de l'Associació de Cinema i Televisió en Línia | Millor actriu secundària d'una sèrie                        | Star Trek: Deep Space Nine | Nominat   |
| 1997 | Premi de Televisió de l'Associació de Cinema i Televisió en Línia | Millor actriu en una sèrie redifosa                         | Star Trek: Deep Space Nine | Guanyador |
| 1997 | Premi de Televisió de l'Associació de Cinema i Televisió en Línia | Millor actriu secundària en una sèrie dramàtica             | Star Trek: Deep Space Nine | Nominat   |
| 1997 | Premi de Televisió de l'Associació de Cinema i Televisió en Línia | Millor actriu secundària en una sèrie                       | Star Trek: Deep Space Nine | Nominat   |
| 1998 | Premi de Televisió de l'Associació de Cinema i Televisió en Línia | Millor actriu secundària en una sèrie redifosa              | Star Trek: Deep Space Nine | Guanyador |
| 1998 | Premi de Televisió de l'Associació de Cinema i Televisió en Línia | Millor actriu secundària en una sèrie                       | Star Trek: Deep Space Nine | Nominat   |
| 1999 | Premi de Televisió de l'Associació de Cinema i Televisió en Línia | Millor actriu en una sèrie redifosa                         | Star Trek: Deep Space Nine | Guanyador |
| 1999 | Premi de Televisió de l'Associació de Cinema i Televisió en Línia | Millor actriu secundària en una sèrie dramàtica             | Star Trek: Deep Space Nine | Nominat   |